# گوگل چگونه کار می‌کند
گوگل چگونه کار می‌کند (به انگلیسی: How Google Works) کتابی است نوشته شده توسط مدیران ارشد گوگل، اریک اشمیت و جاناتان روزنبرگ، به همراه آلان ایگل و پیشگفتاری از لری پیج.
این کتاب به زبان انگلیسی در تاریخ ۲۳ سپتامبر ۲۰۱۴ توسط انتشارات گرند سنترال در ۳۰۴ صفحه (نسخه گالینگور) منتشر شد و موارد زیادی از جمله استراتژی، تصمیم‌گیری، نو آوری، ارتباطات، تجارت و . . . را پوشش می‌دهد.
این کتاب توسط فاطمه مشایخی به فارسی ترجمه و نشر سیوا، آن را در ۴۴۰ صفحه با همین‌نام چاپ کرده‌است. نسخه صوتی این ترجمه از کتاب با صدای منوچهر زنده‌دل و توسط مرجع کتاب‌های صوتی نوار تولید و منتشر شده‌است.
این کتاب عنوان پرفروش‌ترین نیویورک تایمز را نیز بدست آورد.